# TOI-1452b
TOI-1452b is een exoplaneet op een afstand van 100 lichtjaren van de Aarde. Deze vermoedelijke oceaanplaneet, waarop eventueel leven mogelijk is, is in 2022 ontdekt door onderzoekers van de Universiteit van Montréal.
De planeet draait om een zeer kleine ster, genaamd TOI-1452, die behoort tot een binair systeem in het sterrenbeeld Draak. De planeet is een fractie zwaarder dan de Aarde en bevindt zich binnen de bewoonbare zone. Vermoedelijk is de hele planeet omhuld door een diepe oceaan; mogelijk bestaat de planeet zelfs voor 30% uit water. Ter vergelijking: de Aarde bestaat slechts voor minder dan 1% uit water.